# 浦和南本線料金所

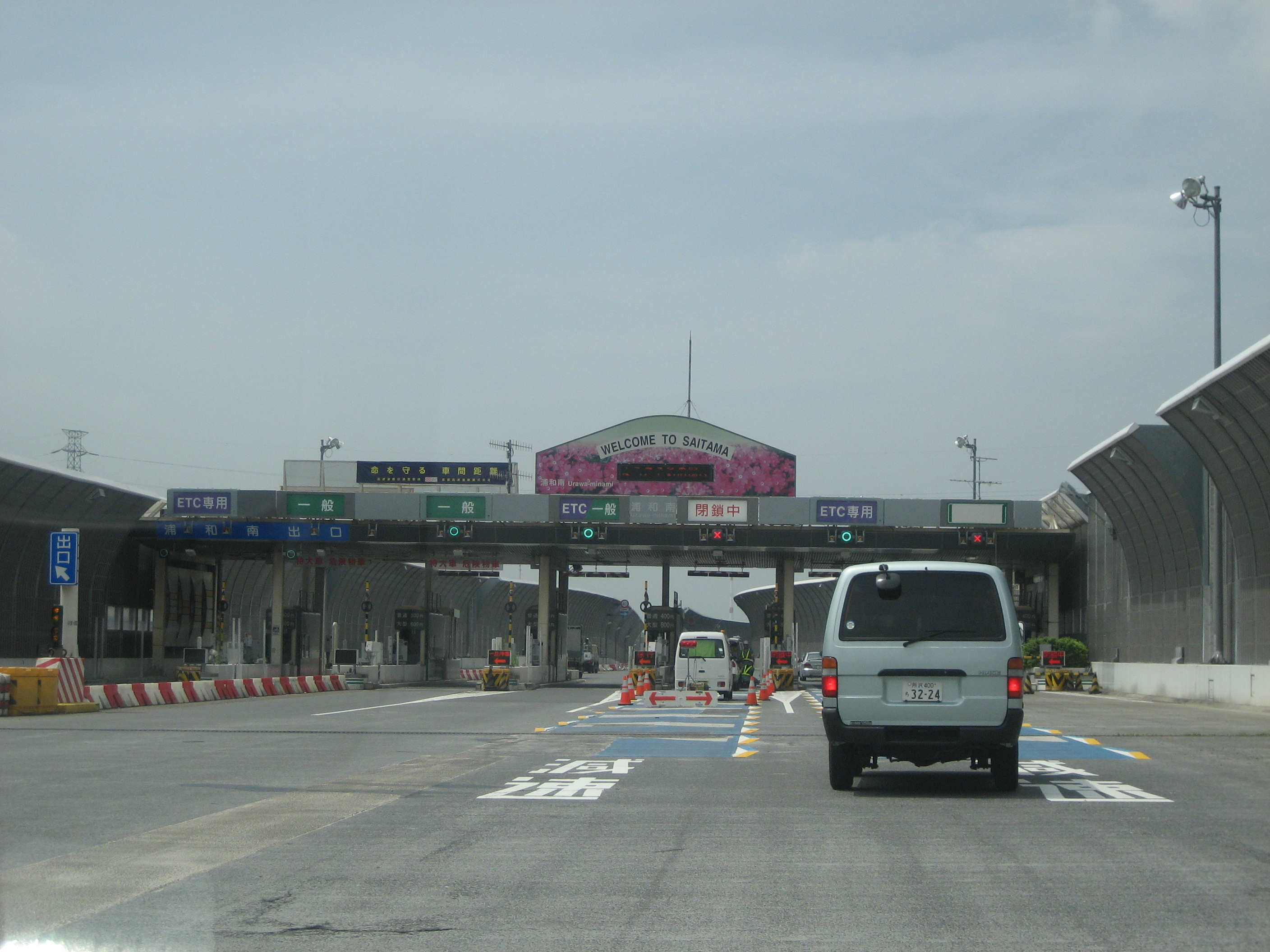
浦和南本線料金所

浦和南本線料金所（うらわみなみほんせんりょうきんじょ）は、埼玉県さいたま市南区にある、首都高速埼玉大宮線の下り（与野方面）に設置されている本線料金所である。首都高速の距離別料金制移行に伴い、戸田出入口あるいは美女木JCTからの流入車についてのみ料金を徴収し、板橋本町以南からの流入車については領収書の確認を行う。料金所ブースの一部は浦和南出口の出口料金所として運用されている。

## 路線
- 首都高速埼玉大宮線

## 料金所施設
- ブース数：4
  - ETC専用：2
  - 一般：1
  - 閉鎖中：1

詳しくは首都高速道路株式会社を参照

## 隣
首都高速埼玉大宮線
(JCT)美女木JCT - (S551)浦和南出入口/TB - 浦和中央出入口（計画中） - (S554)浦和北出入口 - (S555)与野出入口 - (JCT)与野JCT